# Eublemma nyctopa
Eublemma nyctopa är en fjärilsart som beskrevs av Bethune-Baker 1911. Eublemma nyctopa ingår i släktet Eublemma och familjen nattflyn. Inga underarter finns listade i Catalogue of Life.